# Canon EF 135 mm f/2.8 Soft Fokus

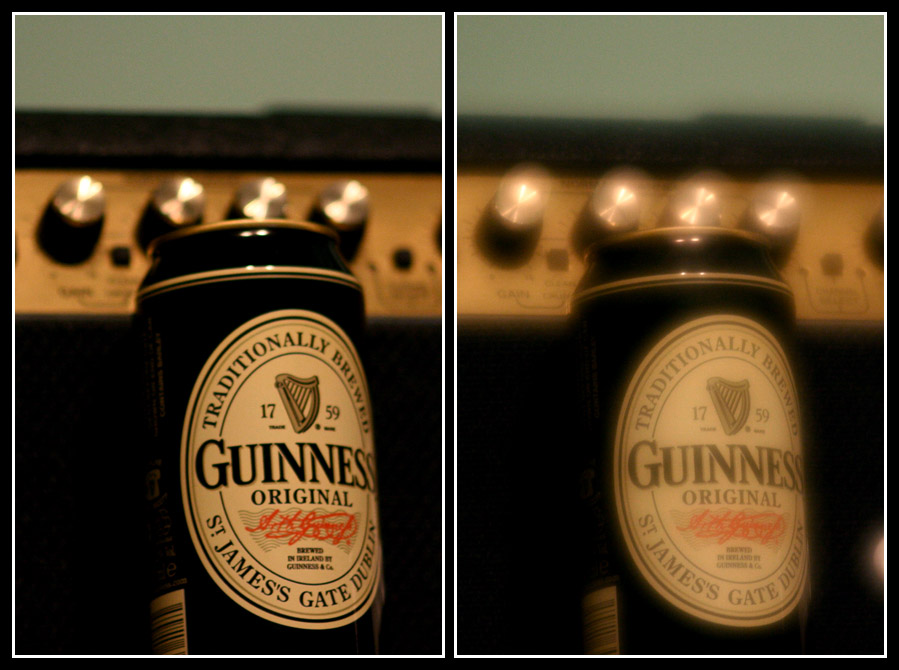
Zdjęcie ostre i z ustawieniem SOFT 2

Canon EF 135 mm f/2.8 Softfocus, teleobiektyw miękko rysujący firmy Canon.
Zaprojektowany do fotografii portretowej. Dzięki funkcji softfocus możliwe jest kontrolowanie rozmycia tła (dwa tryby różniące się stopniem zmiękczenia obrazu). Przy wyłączonej funkcji pozwala robić zdjęcia ostre, pełniąc funkcję standardowego teleobiektywu o ogniskowej 135 mm. Posiada dwa pierścienie pomocne w ustawieniu ostrości. W konstrukcji wykorzystano soczewkę asferyczną.